# Amerikatagel
Amerikatagel (Bryoria americana) är en lavart som först beskrevs av Józef Motyka, och fick sitt nu gällande namn av Håkon Holien. Amerikatagel ingår i släktet Bryoria, och familjen Parmeliaceae. Enligt den finländska rödlistan är arten starkt hotad i Finland. Arten är reproducerande i Sverige. Artens livsmiljö är moskogar.

## Bildgalleri

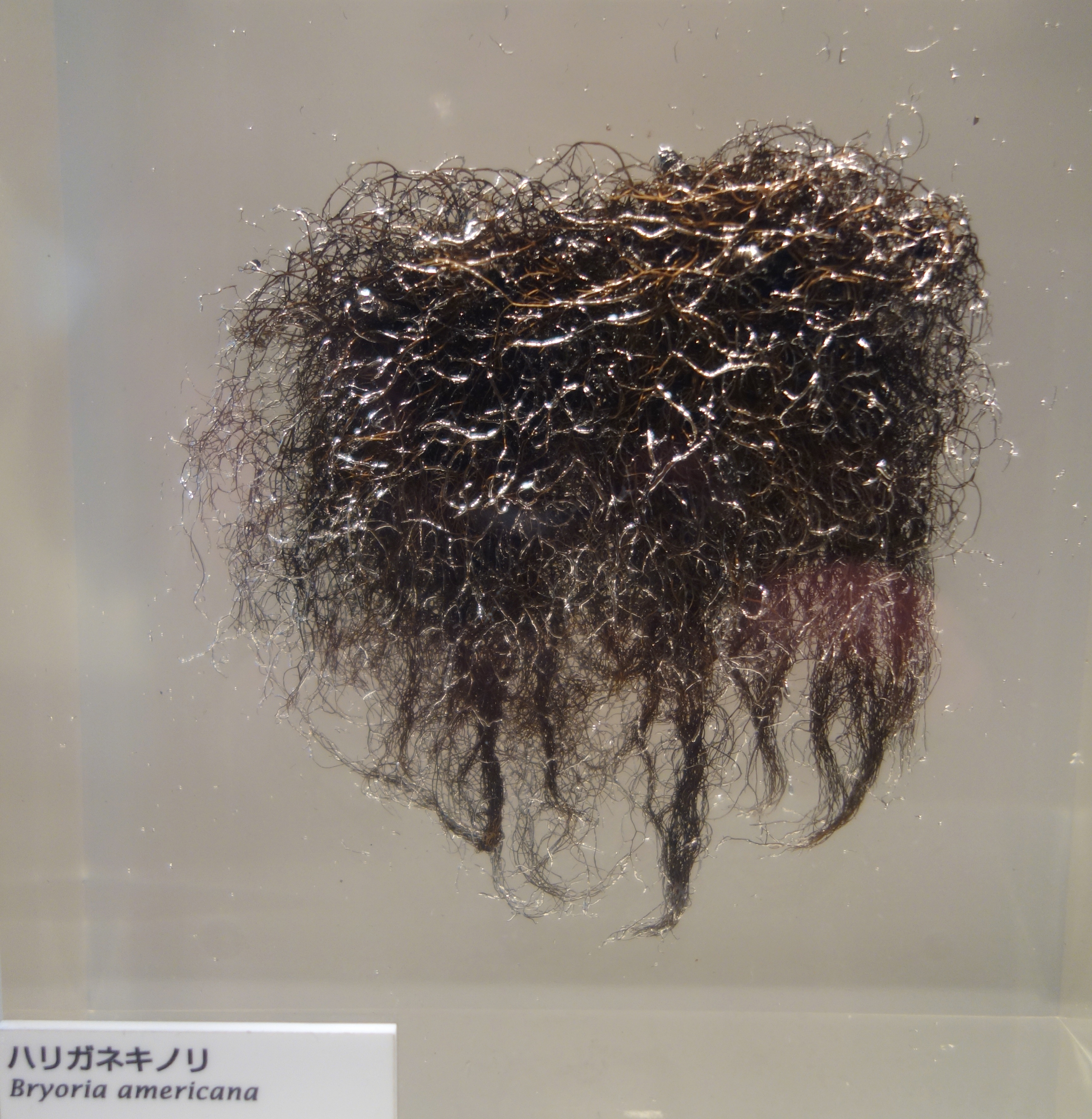
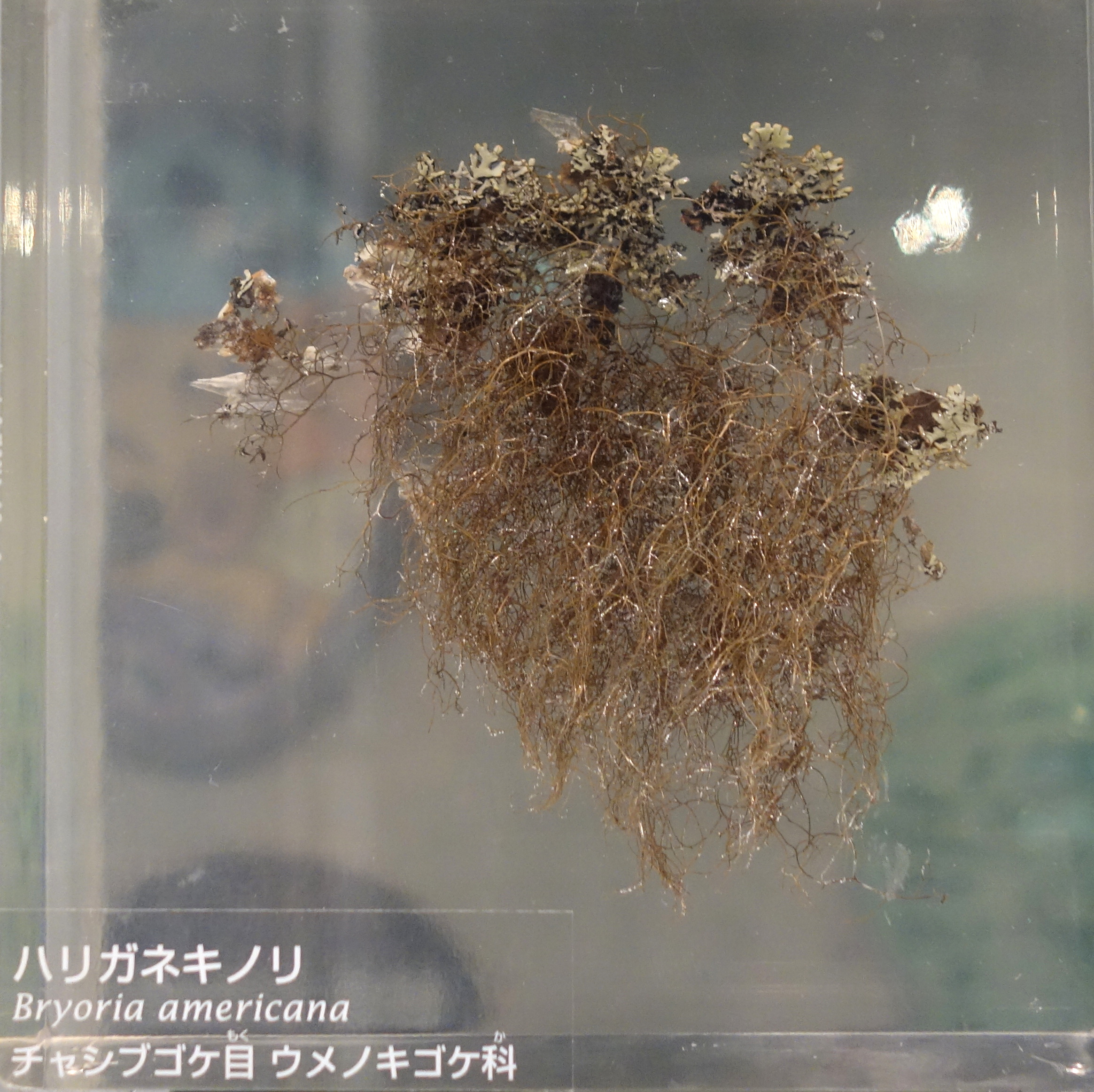
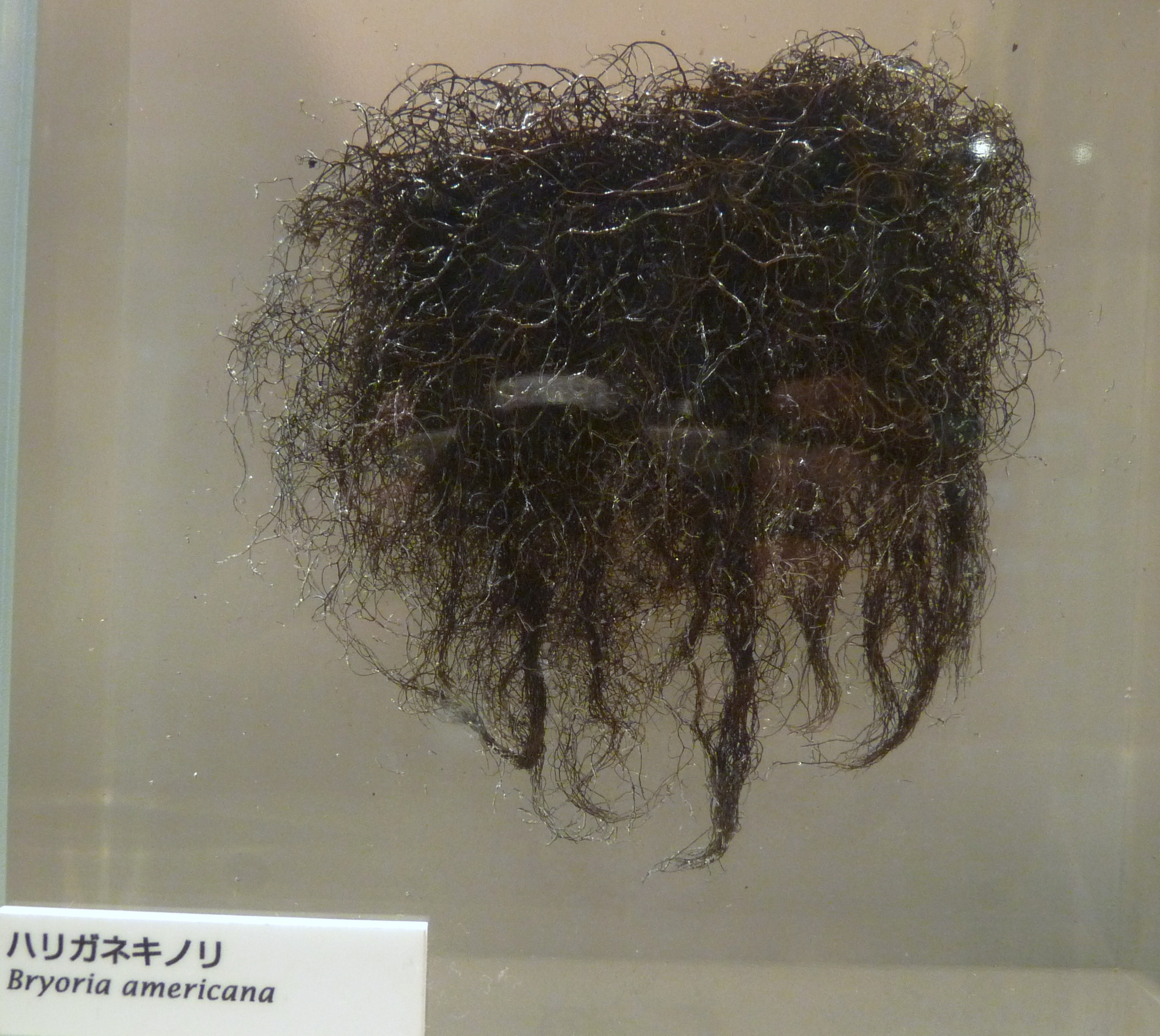